# Selección femenina de rugby playa de Brasil
La selección de rugby playa de Brasil es el representativo de dicho país en las competencias internacionales oficiales de rugby desarrolladas en playa.

## Participación en copas

### Juegos Suramericanos
- Punta del Este y Montevideo 2009: 1º puesto
- Manta 2011: 1º puesto
- La Guaira 2014: no participó
- Rosario 2019: no participó
- Santa Marta 2023: No participó

## Palmarés
- Juegos Suramericanos: 
  -  Medalla de oro: 2009, 2011
- Desafio Beach Rugby Brasil : 2014,[1] 2015,[2] 2016, 2017[3]